# Anish Giri
Anish Kumar Giri (russisch Аниш Кумар Гири; * 28. Juni 1994 in Sankt Petersburg) ist ein niederländischer Schachgroßmeister russisch-nepalesischer Herkunft.

## Familie
Anish Giri ist der Sohn eines nepalesischen Hydrologen, seine Mutter ist russischer Herkunft. Er wuchs in Sankt Petersburg auf. Im Jahr 2002 zog seine Familie aus beruflichen Gründen mit ihm nach Japan. Nach kurzzeitiger Rückkehr nach Russland lebt die Familie seit Anfang 2008 in den Niederlanden, nachdem sein Vater eine Stelle an einem Forschungsinstitut bei Delft angenommen hatte. Anish Giri ist seit Juli 2015 mit der georgischen Schachmeisterin Sopiko Guramischwili (sie trägt die Titel WGM und IM) verheiratet. Das Ehepaar hat zwei Söhne und eine Tochter. Giri spricht Russisch, Englisch und Niederländisch und hat Kenntnisse der nepalesischen sowie der japanischen Sprache.

## Schachkarriere
Anish Giri erlernte das Schachspiel mit sieben Jahren. In Japan hatte er keine Gelegenheit zum Training mit starken Spielern und erhöhte seine Spielstärke durch das Studium von Büchern und über das Spielen im Internet. Sein erster Erfolg war der Gewinn der U9-Meisterschaft der Insel Hokkaidō. 2006 wurde er russischer Meister der U12. Außerdem belegte er den vierten Platz bei der Jugend-Europameisterschaft U12.
Seine erste Großmeisternorm erspielte sich Giri bei einem Open in Hilversum im April 2008, das er gewann. Die zweite Norm folgte Ende 2008 beim Schachfestival in Groningen. Die dritte und letzte Norm erzielte er im Februar 2009 in der C-Gruppe des Corus-Schachturniers in Wijk aan Zee. Zu diesem Zeitpunkt war er 14 Jahre, sieben Monate und zwei Tage alt, damit war er zu diesem Zeitpunkt der jüngste Großmeister der Welt. Im September 2009 gewann er in Haaksbergen die niederländische Einzelmeisterschaft und wurde damit zum jüngsten Gewinner in der Geschichte des Wettbewerbs. Im Januar 2010 gewann er die B-Gruppe des Corus-Schachturniers mit neun Punkten aus 13 Partien. 2011 konnte er in Boxtel erneut die Landesmeisterschaft gewinnen sowie in den Jahren 2012 und 2015. Im Januar 2012 gewann Giri das 54. Torneo di Capodanno in Reggio Emilia (Kategorie 20) mit sechs Punkten aus zehn Partien. Nach schwachem Start mit 1 aus 4 drehte er in der zweiten Turnierhälfte auf und gewann das Turnier noch vor Alexander Morosewitsch und Hikaru Nakamura.
Im Januar 2023 konnte Giri zum ersten Mal das Tata Steel Masters gewinnen, eines der am stärksten besetzten Turniere der Welt. Dabei erreichte er in 13 Partien 8½ Punkte, blieb ungeschlagen und schlug selbst Weltmeister Magnus Carlsen. Nachdem er 2024 aus dem Kreis der zehn besten Spieler nach Weltrangliste gefallen war, gelang ihm im Mai 2025 der Sieg beim 8. Sharjah Masters mit sieben Punkten aus neun Runden. Unter anderem besiegte er Amin Tabatabaei.
| Die zur Anzeige dieser Grafik verwendete Erweiterung wurde dauerhaft deaktiviert. Wir arbeiten aktuell daran, diese und weitere betroffene Grafiken auf ein neues Format umzustellen. (Mehr dazu) |

## Nationalmannschaft
Giri spielt seit 2010 in der niederländischen Nationalmannschaft und hat seitdem an den Schacholympiaden 2010, 2012, 2014, 2016, und 2018 der Mannschaftsweltmeisterschaft 2013 und den Mannschaftseuropameisterschaften 2011, 2013, 2015 und 2017 teilgenommen. Bei seiner ersten Olympiateilnahme 2010 erreichte er am vierten Brett die drittbeste Einzelbilanz, 2018 gelang Giri der gleiche Erfolg am Spitzenbrett.

## Vereine
In der niederländischen Meesterklasse spielte Giri von 2008 bis 2010 und in der Saison 2011/12 für den HMC Calder, in der Saison 2010/11 für den Meister Hilversums Schaakgenootschap und seit 2012 für En Passant Bunschoten-Spakenburg, mit dem er 2013 und 2014 niederländischer Mannschaftsmeister wurde. In der deutschen Schachbundesliga spielte er von 2008 bis 2015 für den SK Turm Emsdetten. Seit der Saison 2015/16 ist Giri für die Schachgesellschaft Solingen gemeldet, für die er in der Saison 2016/17 viermal zum Einsatz kam. In Frankreich spielte er von 2009 bis 2012 für die Mannschaft von L’Echiquier Chalonnais, mit der er 2010 Meister wurde; seit der Saison 2014/15 spielt er für Bischwiller, mit denen er 2015 Meister wurde. Die britische Four Nations Chess League gewann Giri 2014 mit Guildford A&DC, die russische Mannschaftsmeisterschaft 2011 mit SchSM-64 Moskau und 2017 mit Siberia Nowosibirsk. In der belgischen Interclubs spielte er in der Saison 2012/13 bei L’Echiquier Amaytois, in der spanischen Mannschaftsmeisterschaft spielt er seit 2011 für den Sestao Naturgas Energia XT und wurde mit diesem 2012 und 2013 Meister.
Giri nahm achtmal am European Club Cup teil (2009 mit HMC Calder, 2011 und 2012 mit SchSM-64 Moskau, 2013, 2014 und 2015 mit SOCAR Baku sowie 2016 und 2017 mit Siberia Nowosibirsk). Mit der Mannschaft gewann er 2014 und 2017 den Wettbewerb, erreichte 2015 den zweiten sowie 2012 und 2013 den dritten Platz. In der Einzelwertung gewann er 2014 am vierten Brett, erreichte 2013 am Reservebrett und 2017 am fünften Brett jeweils den zweiten Platz sowie 2016 am zweiten Brett den dritten Platz.

## Partiebeispiel
|   | a | b | c | d | e | f | g | h |   |
| 8 |   |   |   |   |   |   |   |   | 8 |
| 7 |   |   |   |   |   |   |   |   | 7 |
| 6 |   |   |   |   |   |   |   |   | 6 |
| 5 |   |   |   |   |   |   |   |   | 5 |
| 4 |   |   |   |   |   |   |   |   | 4 |
| 3 |   |   |   |   |   |   |   |   | 3 |
| 2 |   |   |   |   |   |   |   |   | 2 |
| 1 |   |   |   |   |   |   |   |   | 1 |
|   | a | b | c | d | e | f | g | h |   |

Die folgende Kurzpartie gewann Giri mit den schwarzen Steinen gegen Şəhriyar Məmmədyarov in Doha beim Katar Masters 2014.
Məmmədyarov–Giri 0:1
Doha, 30. November 2014
Englische Eröffnung, A22
1. c4 Sf6 2. Sc3 e5 3. g3 Lb4 4. Lg2 0–0 5. e4 Lxc3 6. bxc3 Te8 7. d3 c6 8. Se2 d5 9. cxd5 cxd5 10. exd5 Sxd5 11. Tb1 Sc6 12. 0–0 Lg4 13. f3 Lf5 14. Txb7 Sb6 15. f4 e4 16. Db3 Le6 17. Db5 exd3 18. Txb6 dxe2 19. Te1 Lc4 20. Dxc6 Dd1 21. Kf2 Tad8 0:1

## Shōgi
Anish Giri spielt auch die japanische Schachvariante Shōgi – wenn auch nicht auf so hohem Niveau wie das westliche Schach.

## Werke
- Anish Giri: My junior years in 20 games. New in Chess, Alkmaar 2014, ISBN 978-90-5691-551-3.
- After Magnus: Who Can Dethrone the World Chess Champion? (2015, ISBN 978-90-5691-626-8).